# Implémentation d'intention
 (mars 2021).
La mise en forme du texte ne suit pas les recommandations de Wikipédia : il faut le « wikifier ».
Les points d'amélioration suivants sont les cas les plus fréquents. Le détail des points à revoir est peut-être précisé sur la page de discussion.
- Les titres sont pré-formatés par le logiciel. Ils ne sont ni en capitales, ni en gras.
- Le texte ne doit pas être écrit en capitales (les noms de famille non plus), ni en gras, ni en italique, ni en « petit »…
- Le gras n'est utilisé que pour surligner le titre de l'article dans l'introduction, une seule fois.
- L'italique est rarement utilisé : mots en langue étrangère, titres d'œuvres, noms de bateaux, etc.
- Les citations ne sont pas en italique mais en corps de texte normal. Elles sont entourées par des guillemets français : « et ».
- Les listes à puces sont à éviter, des paragraphes rédigés étant largement préférés. Les tableaux sont à réserver à la présentation de données structurées (résultats, etc.).
- Les appels de note de bas de page (petits chiffres en exposant, introduits par l'outil «  Source ») sont à placer entre la fin de phrase et le point final[comme ça].
- Les liens internes (vers d'autres articles de Wikipédia) sont à choisir avec parcimonie. Créez des liens vers des articles approfondissant le sujet. Les termes génériques sans rapport avec le sujet sont à éviter, ainsi que les répétitions de liens vers un même terme.
- Les liens externes sont à placer uniquement dans une section « Liens externes », à la fin de l'article. Ces liens sont à choisir avec parcimonie suivant les règles définies. Si un lien sert de source à l'article, son insertion dans le texte est à faire par les notes de bas de page.
- La présentation des références doit suivre les conventions bibliographiques. Il est recommandé d'utiliser les modèles {{Ouvrage}}, {{Chapitre}}, {{Article}}, {{Lien web}} et/ou {{Bibliographie}}. Le mode d'édition visuel peut mettre en forme automatiquement les références.
- Insérer une infobox (cadre d'informations à droite) n'est pas obligatoire pour parachever la mise en page.

Pour une aide détaillée, merci de consulter Aide:Wikification.
Si vous pensez que ces points ont été résolus, vous pouvez retirer ce bandeau et améliorer la mise en forme d'un autre article.
L’implémentation d’intention est une stratégie d’autorégulation qui peut prendre la forme d’un plan « si - alors » et permet d’améliorer la réalisation des objectifs ainsi que de faciliter la modification des habitudes et des comportements. Elle est subordonnée à la poursuite de buts, car elle implique de spécifier « quand », « où » et « comment » va être réalisé le comportement orienté vers un but.
Le concept d’implémentation d’intention a été introduit en 1999 par le chercheur en psychologie sociale Peter Gollwitzer. Dans ses travaux de recherche, Gollwitzer montre que l’utilisation de l’implémentation d’intention augmente la probabilité d’atteindre un objectif avec succès, en déterminant à l’avance le comportement spécifique qui sera réalisé en réponse à un événement ou un signal futur particulier.
Il s’agit donc d’un effort d’anticipation et de planification de ses comportements futurs, en décidant à l’avance des conditions et des clés de déclenchement du comportement. La stratégie implique parfois le découpage d’un objectif difficile à atteindre en plusieurs sous-buts plus faciles à réaliser.
Cette stratégie s’appuie sur le modèle « Rubicon » des phases d’action,, une approche constituée de quatre phases qui permet de mieux comprendre comment la motivation se transforme en action :
1. Phase pré-décisionnelle : l’individu réfléchit à ses motivations et à ses objectifs avant de prendre une décision.
2. Phase de pré-action : après avoir décidé, il planifie les étapes à suivre pour atteindre son but.
3. Phase d’action : l’individu met son plan en œuvre et travaille pour réaliser son objectif.
4. Phase de post-action : une fois l’objectif atteint ou non, il évalue les résultats et ajuste sa stratégie (retour à la phase 1).

Le « Rubicon » est franchi entre la première et la seconde phase.